# Quebonafide
Куба Грабовски (пол. Kuba Grabowski; род. 7 июля 1991, Цеханув, Мазовецкое воеводство), более известный под своими сценическими псевдонимами Quebonafide — польский рэпер, певец и автор песен. Был участником дуэтов Yochimu и Taconafide, а также основателем своей звукозаписывающей компании QueQuality. 
С более чем 350 тысячами проданных альбомов он был одним из самых продаваемых рэперов Польши. Его самый большой успех на данный момент — это альбом Soma 0.5 mg, записанный совместно с коллегой, рэпером Тако Хемингуэй, разошелся тиражом более 150 тысяч копий. Также успешным оказался его сольный альбом Egzotyka, проданный тиражом более 150 тысяч копий. Его альбомы неоднократно завоёвывали статус платиновых, золотых и бриллиантовых пластинок. Рэпер является автором таких хитов, как „Candy”, „Bubbletea” и „Tamagotchi”. Награжден в музыкальной церемонии „Fryderyk”, в категории Album roku hip-hop за альбом Soma 0,5 mg. В 2018 году его альбом Egzotyka был номинирован на премию Empik Bestseller в категории «Польская музыка».

## Образование
Изучал философию и социологию в Варшавском университете.

## Музыкальная карьера

### 2008—2014: Начало карьеры
Изначально он был участником дуэта Yochimu вместе с рэпером и продюсером Fuso. С 2008 года они выпустили три альбома: Pierwsze cięcie, Drugie cięcie и Flow witam. В 2012 году принял участие в нескольких фристайл-баттлах. Со временем он привлек внимание хип-хоп сообщество. Он выиграл «Битва за Конец Света» и стал финалистом «Великая битва за Варшаву». Он также занял второе место в «Рацен фристайл-баттл» и «Сентябрьская битва». В 2013 году он заработал популярность, выпустив 31 июля микстейп Eklektyka на лейбле SB Maffija. Микстейп принес Quebo признание в польском хип-хоп сообществе и превратился в приглашения на концертные туры с SB Maffija. Все чаще и чаще он появлялся в качестве приглашенного рэпера, и, наконец, 18 ноября 2013 года он выпустил сингл «Tarot» с участием Юстины Кусьмерчик, за которым последовал нелицензионный «Альбом года», выпущенный 31 декабря 2013 года вместе с рэпер Eripe. Альбом получил положительные отзывы от публики. В 2014 году Quebonafide стал ещё популярнее после появления на «Pawbeats — Utopia» с треком «Euforia». Песня транслировалась на радиостанциях RMF, Eska, Polskie Radio Szczecin и Polskie Radio Trójka, достигла 3-й позиции в чарте RMF Hop Bęc.

### 2014—2015:Ezoteryka
В 2014 году он выпустил сингл «Żadnych zmartwień» с участием Kuban и Kuba Knap, тем самым анонсировав свой первый официальный альбом. 1 апреля 2014 года вышел второй сингл «Hype». 15 июля он опубликовал видео «Hype» и основал лейбл QueQuality вместе с онлайн магазином одежды, а 28 июля был выпущен третий сингл «Ciernie», в котором Deys выступил в качестве гостя. Следующими синглами стали «Carnival» (19 ноября) и «Trip» (2 декабря). 20 декабря во время концерта в варшавском клубе niePowiem, рэпер, известный как Pih, ворвался на сцену, схватил микрофон и крикнул: «Это не хип-хоп и никогда им не будет!», после этого, охранники клуба вывели его со сцены. 22 декабря 2014 года альбом Quebo был незаконно опубликован в сети в незаконченной версии из-за халатности продюсеров. Несмотря на попытки удалить треки из интернета, альбом остался доступен для скачивания. 17 февраля 2015 года началась предпродажа альбома, была объявлена дата его выхода, а также рэпер объявил, что к альбому будет добавлен микстейп Erotyka. Также 17 февраля состоялась премьера четырёх синглов: «Voodoo», «Kyrie Eleison» с участием Guzior, «Powszechny i śmiertelny» и «Ile Mogłem» с участием K-Leah.
Его дебютный альбом Ezoteryka вышел 27 марта 2015 года и стал номером один в Официальная таблица продаж Польши (OLiS). Было продано более 15 тысяч копий, и он получил золотую награду. Альбом был номинирован на звание «Польский рэп-альбом 2015 года» по результатам СМИ публицистов WuDoo и Hip-hop.pl. Сингл с альбома «Hype» был номинирован на премию «Sztos 2014 года» и на польский рэп-сингл 2014 года от WuDoo и Hip-hop.pl. После выхода альбома рэпер отправился в свой первый тур под названием Ezoteryka Tour. Альбом занял 41-е место среди самых продаваемых пластинок в Польше. 2 декабря 2015 года рэпер записал мини-альбом с рэпером Białas, выложив его бесплатно на YouTube. Версия на компакт-диске была включена в предварительную продажу альбома Rehab от Białas. Первоначально выпущенный тиражом в тысячу экземпляров, мини-альбом вырос до 3 тысяч экземпляров из-за высокого интереса.

### 2015—2018:Egzotyka
1 апреля 2015 года Quebo сообщил, что его новый альбом будет называться Egzotyka, где каждая песня будет описывать разные части мира, включая музыкальные видео, записанные в конкретном месте. 18 ноября 2015 года был выпущен первый сингл «Oh my Buddha» вместе с видео, снятым в Таиланде, за которым последовал второй сингл «Quebahombre» (18 февраля 2016 года), записанном в Мексике. Песня достигла 14-го места в радиочарте RMF. 17 мая 2016 года были выпущены два сингла: «Szejk» и «Bollywood», с участием Чеслава Мозила. «Szejk» был снят в Дубае, а «Bollywood» — в Индии. 17 июня 2016 года вышел сборник «Hip-hop 2.0» лейбла QueQuality, дебютировавший на 3-м месте чарта OLiS. 10 июля 2016 года был выпущен пятый сингл «Luís Nazário de Lima» вместе с видео, записанным в Бразилии.

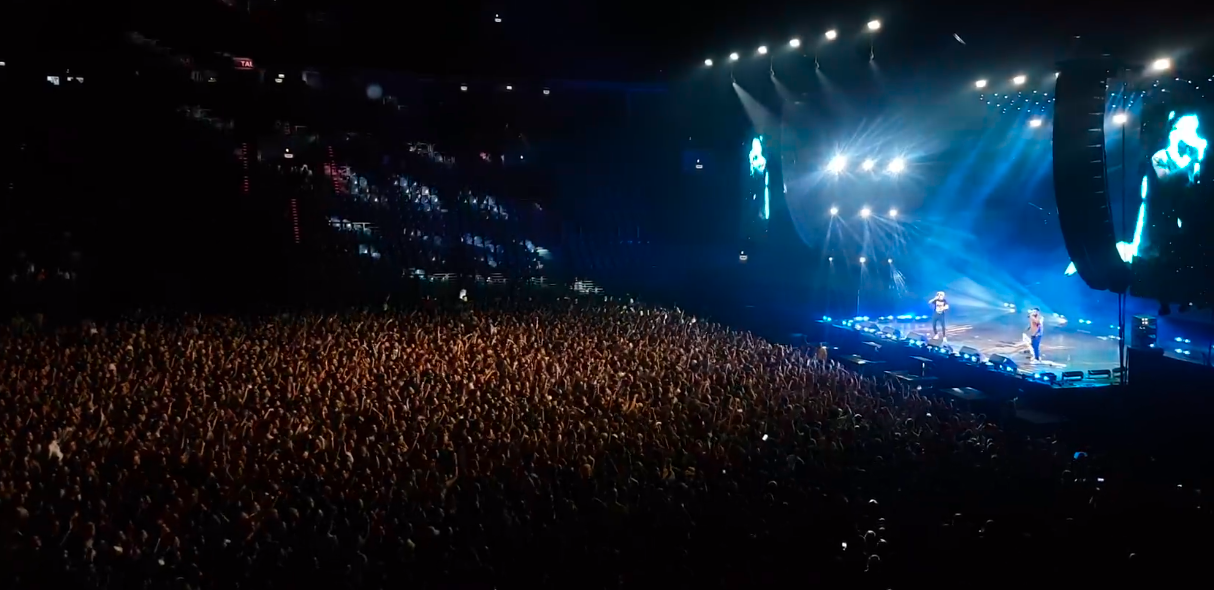
Рэпер во время Ekodiesel Tour в 2018 году.

27 октября 2016 года Quebo выпустила сингл «Madagascar» с клипом, снятым на Мадагаскаре. Песня заняла 1-е место в чарте радиостанции Hip-hop.tv. 11 ноября он появился в качестве гостя с африканским рэпером iFani в программе «Sushi Dip», которая транслировалась по MTV. 11 апреля 2017 года он выпустил сингл «Changa» с участием рэпера iFani, вместе с клипом, который был снят в Южной Африке. В этот же день началась предпродажа альбома, была объявлена дата выхода альбома и представлена обложка с трек-листом.
18 апреля 2017 года был выпущен ещё один сингл «C’est la vie» вместе с клипом, записанным в Париже, а 28 апреля — ещё один сингл «Zorza», снятый в Исландии. Песня заняла 1-е место в чарте станции Hip-hop.tv. 2 мая Quebo выпустил сингл «Między słowami» вместе с канадским рэпером Young Lungs, клип которого был снят в Японии. Неделю спустя он представил сингл «Arabska noc» с участием рэперов Solar и Wac Toja, а также клип, записанный в Марокко. 16 мая он выпустил сингл «To nie jest hip-hop» с участием американского рэпера KRS-One вместе с клипом, снятым в США. Через неделю, 23 мая, он представил сингл «Bumerang», снятый в Австралии, а 6 июня — сингл «Odyseusz» с клипом, снятым в Польше; таким образом, весь альбом был выпущен как синглы.
Альбом оформили предзаказы на более 30 000 человек, благодаря чему он стал платиновым. Он дебютировал как номер 1, как самый продаваемый альбом в Польше в чарте OLiS и оставался на 1-м месте в течение трех недель. Это также был самый продаваемый альбом в Польше в июне и второй самый продаваемый альбом в июле 2017 года. К предзаказу альбома прилагались микстейпы Dla fanow Eklektyki EP и Dla fanek Euforii EP. 30 августа Quebo выпустил мини-альбом No To Bajka EP, записанный с продюсером Matheo. Ведущей темой альбома являются элементы диснеевских историй. Весь тираж был распродан в рекордно короткие сроки — менее чем за час. Egzotyka стала самым продаваемым альбомом в Польше в 2017 году и был номинирован на премию «Empik Bestsellers» 2017 года в категории польской музыки. Рэпер не был номинирован на премию «Fryderyk 2018» за Egzotyka в категории «Хип-хоп альбом года», что вызвало широкую критику в СМИ и социальных сетях.

### 2018—2019: дуэт Taconafide, авторская книга и перерыв в карьере
В октябре 2017 года Quebo объявил о временном перерыве в социальных сетях. Как он объяснил позже в интервью, ожидалось, что это поможет ему в работе над новым альбомом. В 2018 году в СМИ появилась информация о том, что артист записывает совместный альбом с рэпером Тако Хемингуэем. В марте 2018 года слухи подтвердили сами артисты. 16 марта 2018 года на YouTube- канале QueQuality появился первый сингл песни «Art-B», продвигающий совместный альбом, название которого SOMA 0.5 mg, премьера запланирована на 13 апреля 2018 года, по предзаказу на специальном сайте. Через несколько часов после выпуска песня заняла первое место во вкладке «В тренде» на YouTube. Артисты решили выпустить альбом под названием дуэта Taconafide, представляющим собой комбинацию их сценических псевдонимов. Они объявили о совместном туре в Польше под названием «Ekodiesel Tour». 22 марта 2018 года они выпустили свой второй сингл «Tamagotchi» вместе с клипом. Песня побила рекорд Эда Ширана в категории самых прослушиваемых синглов Spotify в Польше. В течение недели песня была хитом номер 1 во вкладке «Популярные» на YouTube, набрав более 2 миллионов просмотров за 24 часа. 27 марта рэперы представили дополнения к ограниченному изданию, а также загадочную графику, объявляющую о появлении гостей на бонусном альбоме. 1 апреля они выпустили весь треклист основного альбома и бонус под названием 0,25 mg. Они также раскрыли имена продюсеров и гостей бонусного компакт-диска: Bedoes, Kękę, Paluch, Kaz Bałagane, Давид Подсядло и Białas. 4 апреля они выпустили ещё один сингл «Metallica 808», а через пять дней спустя сингл «Kryptowaluty» с видеоклипом. 13 апреля альбом Soma 0,5 mg вышел. А через несколько дней бонусные треки под названием 0,25 mg также стал доступен на стриминговых сервисах и на YouTube-каналах артистов.

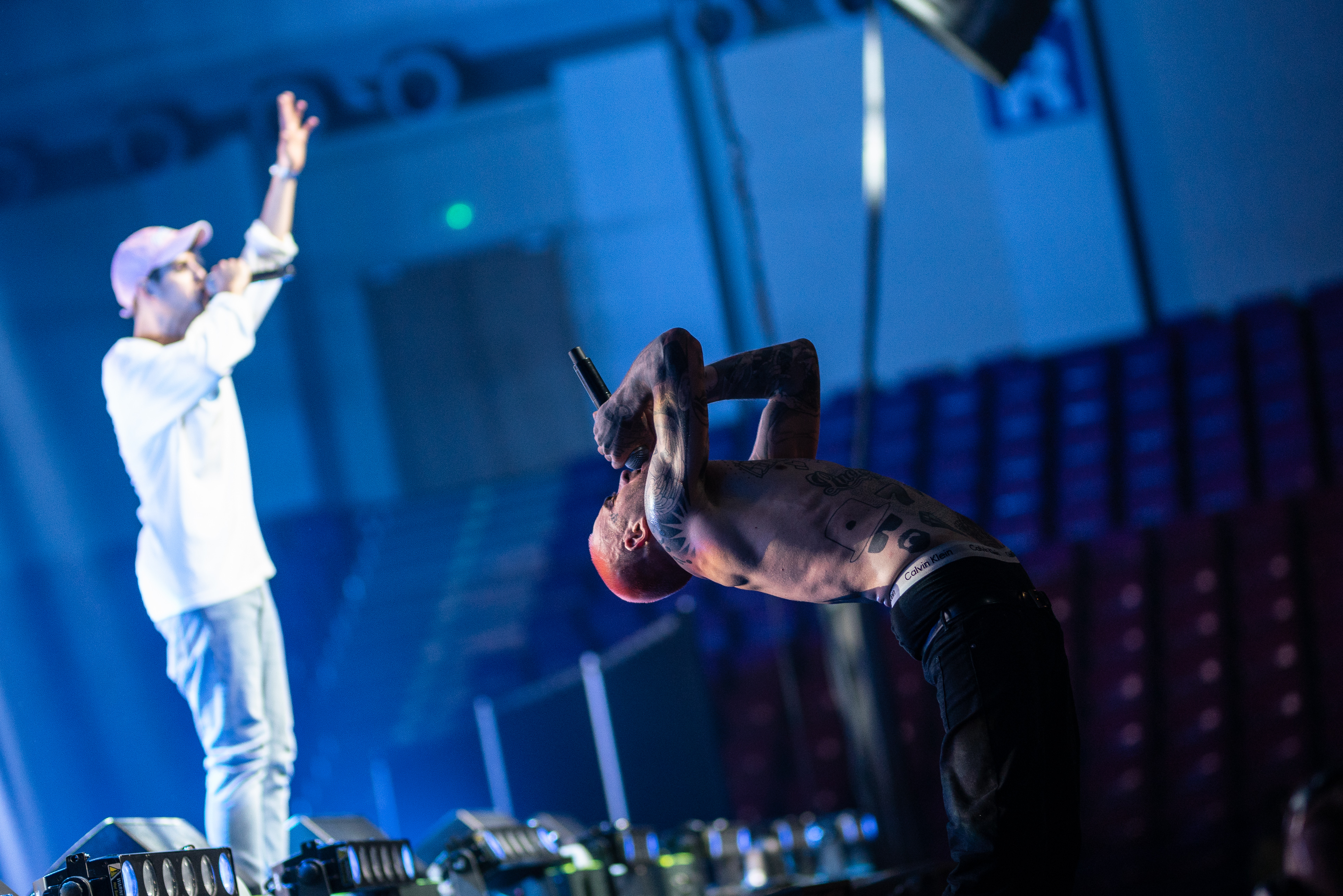
Queonafide с Тако Хемингуэем в 2018 году.

Альбом дебютировал на 1-м месте в официальном чарте продаж Польши (OLiS), было продано более чем 30 000 копий и он получил статус платиновой пластинки. Это также был самый продаваемый альбом в Польше в апреле и мае 2018 года. 4 июля альбом стал дважды платиновым за продажу 60 000 копий. Это также был самый продаваемый альбом за первое полугодие в Польше. 6 июля артисты выступили на Open’er Festival в Гдыне, ранее объявив, что это будет их последний концерт в качестве дуэта. По сообщениям СМИ, артисты привлекли аудиторию в несколько десятков тысяч человек, сравнимую с давней звездой — группа Gorillaz, что сделало её самой большой аудиторией для польского исполнителя в истории Open’er.
8 сентября 2018 года Quebonafide рассказал, почему сделал перерыв: из-за смерти Мака Миллера — очень важного человека в его жизни, которому, как отметил Quebo в своем посте, он признается: «Человек, без которого все вещи в моей жизни никогда бы не существовали». 13 октября во время «Qufestival» в Катовицах он получил тройной платиновый сертификат за продажу более 90 000 копий Egzotyka. 19 октября 2019 года во время «Qufestival» в Катовице он получил сертификат бриллиантового статуса за продажу более 150 000 копий Egzotyka. Также в 2019 году Soma 0.5 mg достиг статуса бриллианта. 28 сентября 2019 года Quebo выступил в качестве гостя на концерте Давида Подсядло и Тако Хемингуэя на аншлаговом Национальном стадионе в Варшаве.

### 2020—2021:Romantic Psychoи авторский документальный фильм
7 февраля 2020 года был выпущен первый сингл «Romantic Psycho» с участием Тако Хемингуэя, в котором рэпер примиряется с прошлым. 10 февраля был выпущен ещё один сингл «Jesień» c видеоклипом — в таком же депрессивном настроении, только уже с участием Натальи Шредер. Он также запустил предварительную продажу альбома Romantic Psycho. 15 февраля 2020 года музыкант выступил на утреннем шоу Dzień Dobry TVN, где представил новый образ. Обычно известный своим сумасшедшим и взрывным характером, рэпер представился тихим и застенчивым парнем. Он также объявил о своем турне по продвижению альбома Romantic Psycho Experience, назвав это «опытом», а не туром. Артист также объявил о своем участии в шоу «Ten to One» и появлении в Kuba Wojewódzki’s talk show. Из-за эпидемии коронавируса пришлось отложить турне, а также постановку шоу с участием артиста. Музыкант также опубликовал в Instagram свой новый образ с комичными фотографиями, контрастирующими с его прежним стилем.
13 марта вышел третий сингл «Przytobie», в котором рэпер раскритиковал польских стендап-комиков, знаменитостей и улочки польского хип-хоп сообщества. Премьера альбома изначально была объявлена на 20 марта, но через несколько дней Quebo исправился и объявил, что альбом выйдет позже: 27 марта 2020 года. 27 марта вышел альбом, получив очень негативные отзывы, а треки звучали так, как будто они не были должным образом завершены.
1 апреля 2020 года был выпущен сингл «Szubienicapestycydybroń» с клипом, в котором Quebonafide отказывается от стиля застенчивого мальчика, а на его теле снова появляются татуировки. Сингл обращается, среди прочего, к актёру Себастьяну Фабияньски, а между вторым куплетом и припевом есть фрагмент, издевающийся над ток-шоу. Януш Чабиор в качестве ведущего попытался взять интервью у Quebo. Таким образом, выясняется, что первый альбом был лишь ограниченным в плане треков, а настоящий альбом начал доходить до аудитории и появляться на стриминговых сервисах. Альбом вышел в двух версиях. Первый — японский — с тремя дополнительными треками, доступными для заказа на сайте артиста. Второй — европейский — доступен для покупки во всех музыкальных магазинах.
Romantic Psycho дебютировал на первом месте в чарте OLiS, а Quebo занял первые три позиции, Egzotyka занял второе место, а Ezoteryka — третье. Всего пять альбомов Quebo одновременно попали в чарты OLiS. Только у Тако Хемингуэя было больше — семь. Romantic Psycho пять раз возглавлял чарты, что является историческим результатом для польского хип-хопа. Как и два предыдущих альбома (Egzotyka и Soma 0,5 mg), новая пластинка разошлась тиражом в 30 000 копий ещё до официального релиза, получив платиновый статус. Официальный платиновый сертификат альбома был вручен 30 апреля 2020 года, а 13 августа был достигнут статус дважды платинового, продано более чем 60 000 копий. Это также был самый продаваемый альбом в Польше в апреле и второй самый продаваемый альбом в мае. Рекорд также показал высокие результаты в потоковом вещании — каждый трек набрал более миллиона просмотров на YouTube («Bubbletea» с 31 миллионом просмотров и «Szubienicapestycydybroń» с 19 миллионами). В рамках рекламной кампании артист выпустил документальный фильм под названием Quebonafide: Romantic Psycho Film, в котором рассказывается о творческом процессе нового альбома и о том, что происходило за кулисами рекламной кампании. Фильм был показан в кинотеатрах, билеты были распроданы по предварительному заказу.
Позже в 2020 и 2021 годах, он выпустил отдельные синглы: «Teen Kasia», «Matcha Latte» и «Utwór z okazji dwóch milionów na Spotify». Он также выпустил фиты с Tommy Cash"Benz Dealer", Mata «Papuga» и Kinny Zimmer «Benz Dealer».

### 2021 — 2022: MISS TI 蒂小姐 и альтер-эго Jakub Grabowski
9 февраля 2022 года Quebonafide, при участии польской художницы Meago, запустил проект MISS TI 蒂小姐. Это бренд, который специализируется на создании японских десертов моти, чаи и другое. Они продаются в сети магазинах Lidl и Biedronka. Также моти можно приобрести в торговых автоматах в Польше, локации которых предоставлены на официальном сайте .
5 июня 2022 года Quebonafide выпустил песню под названием „Refren trochę jak Lana Del Rey”. Наряду с выпуском песни он написал на своей странице в X, что у него больше нет планов как Quebonafide, однако мы все ещё можем ожидать, что синглы, которые он записывал в течение последних 24 месяцев, будут выпущены в неряшливой форме микстейпа. Он также написал: «Начиная с сентября, я собираюсь поступать в медицинский колледж, посвящать себя учёбе, производству здоровой пищи и концепции MISS TI 蒂小姐, игре на пианино и, что наиболее важно, совмещать весь этот конгломерат предметов вместе».
23 августа 2022 года он выпустил песню под названием „Mój przykry life (Jakub On Stage)”, взяв новый сценический псевдоним — Jakub Grabowski.
11 октября 2022 года он и другие артисты, участвующие в конкурсе SB Starter, выпустил песню „Łapacz snów”.

### 2024—2025: сингл «Futurama 3 (fanserwis)», альбом и фильмPółnoc / Południe, последний концерт
21 ноября 2024 года он выпустил сингл «Futurama 3 (fanserwis)» вместе с видеоклипом, снятым режиссёром Анджеем Драганом. Песня заняла первое место в чарте OLiS – single w streamie и была удостоена премии «Фридерик» 2025 года в категории хип-хоп-сингл года.
26 июня 2025 года состоялась платная интернет-трансляция музыкального фильма Północ / Południe, в котором он принял участие и представил премьерные композиции.
27 и 28 июня 2025 года он дал два прощальных концерта на стадионе PGE Narodowy в Варшаве.
4 июля 2025 года он выпустил студийный альбом Północ / Południe.

## Деятельность вне музыки
12 сентября 2016 года выступил спортивным комментатором на канале Canal+ Sport. В августе 2018 года он присоединился к футбольному клубу KTS Weszło Warsaw. Он появился в рекламе новой кампании одежды Nike (2017). Весной 2019 года совместно с Кубой Стемпловски выпустил книгу «Egzotyka. Wywiad-rzeka», рассказывающая о путешествии артиста по 70 странам, которые он посетил во время работы над своим альбомом Egzotyka.
1 апреля Quebonafide был гостем Кубы Воеводского в его шоу «250m² of Kuba Wojewódzki». В интервью Якоб рассказал о перерыве в карьере, жизни на карантине и об альбоме Romantic Psycho. 3 апреля он был гостем Томаша Смоковски на спортивном канале YouTube, где ответил на вопросы ведущего и аудитории — в основном о своей музыкальной деятельности и увлечении спортом.
Он появился в шоу «Creeps» от Ciechanowska Telewizja Kablowa (CTK), где заработал 1 миллион злотых на платформе Allegro. Весь доход от кампании и доход от продажи его коллекции одежды на allegro.pl был направлен на покупку инструментов для детей духового оркестра в Цехануве, а также на поддержку приюта для животных в Павлово, на покупку оборудования для неинвазивной поддержки дыхания у новорожденных в Специализированной больнице в Цехануве, для ремонта и оснащения «Общество друзей детей» в Цехануве, а также для поддержки фонда «Дарим силу детям».

## Личная жизнь
Первые известные отношения, которые длились одиннадцать лет, были с Роксаной Квятковской. Они были помолвлены, но свадьбы не было из-за расставания пары. Роксане были посвящены такие песни, как „Candy”, „Love” и „Bogini”. В последней упомянутой песне, они снимались дуэтом в клипе, где кипела страсть. Был в отношениях с польской поп-певицей Натальей Шредер. Она была гостем на его альбоме Romantic Psycho, исполнила вместе с ним песни „Jesień” и „TĘSKNIĘZASTARYMKANYE”. На данный момент находится в пиар-отношениях с польской актрисой Мартыной Бычковской. Настоящие отношения неизвестны.

## Награды и номинации
Пять номинаций на премию «Fryderyk», с одной победой в «Хип-хоп альбом года» для Soma 0,5 mg. Две номинации на премию «Empik Bestseller» в категории «Польская музыка» для Soma 0.5 mg и Egzotyka. Три номинации на титул «Onet’s Best» и двенадцать номинаций от публицистов «WuDoo/Hip-Hop», в том числе одна победа Soma 0.5 mg.

## Дискография
Студийные альбомы
| Заголовок                                           | Детали альбома                                                                       | Пиковые позиции в чартах | Продажи         | Сертификаты     |
| Заголовок                                           | Детали альбома                                                                       | POL                      | Продажи         | Сертификаты     |
| --------------------------------------------------- | ------------------------------------------------------------------------------------ | ------------------------ | --------------- | --------------- |
| Ezoteryka                                           | - Релиз: 27 марта 2015 г. - Лейбл: QueQuality - Формат: CD, LP, цифровая загрузка    | 1                        | - POL: 30 000+  | - ZPAV: Платина |
| Egzotyka                                            | - Релиз: 9 июня 2017 г. - Лейбл: QueQuality - Формат: CD, LP, DVD, цифровая загрузка | 1                        | - POL: 150 000+ | - ZPAV: Алмаз   |
| Soma 0,5 mg(с Тако Хемингуэем, как дуэт Taconafide) | - Релиз: 13 июля 2018 г. - Лейбл: QueQuality - Формат: CD, LP, цифровая загрузка     | 1                        | - POL: 150 000+ | - ZPAV: Алмаз   |
| Romantic Psycho                                     | - Релиз: 1 апреля 2020 г. - Лейбл: QueQuality - Формат: CD, цифровая загрузка        | 1                        | - POL: 150 000+ | - ZPAV: Алмаз   |

## Сборник альбомов
| Заголовок   | Детали альбома                                                      | Пиковые позиции в чартах | Продажи        | Сертификаты    |
| Заголовок   | Детали альбома                                                      | POL                      | Продажи        | Сертификаты    |
| ----------- | ------------------------------------------------------------------- | ------------------------ | -------------- | -------------- |
| Hip-Hop 2.0 | - Релиз: 17 июня 2015 г. - Лейбл: QueQuality - Формат: компакт-диск | 3                        | - POL: 15 000+ | - ZPAV: Золото |

## Синглы
| Заголовок                                               | Год  | Пиковые позиции в чартах | Сертификаты   | Альбом             |
| Заголовок                                               | Год  | POL                      | Сертификаты   | Альбом             |
| ------------------------------------------------------- | ---- | ------------------------ | ------------- | ------------------ |
| „Żadnych zmartwień“ (с Kuban, Kuba Knap)                | 2014 | —                        |               | „Ezoteryka”        |
| „Hype”                                                  | 2014 | —                        |               | „Ezoteryka”        |
| „Ciernie” (с Deys)                                      | 2014 | —                        |               | „Ezoteryka”        |
| „Trip”                                                  | 2014 | —                        |               | „Ezoteryka”        |
| „Voodoo”                                                | 2015 | —                        |               | „Ezoteryka”        |
| „Ile mogłem” (с K-Leah)                                 | 2015 | —                        |               | „Ezoteryka”        |
| „Oh My Buddha”                                          | 2016 | —                        |               | „Egzotyka”         |
| „Quebahombre”                                           | 2016 | —                        |               | „Egzotyka”         |
| „Szejk”                                                 | 2016 | —                        |               | „Egzotyka”         |
| „Bollywood” (с Чеславом Мозилом)                        | 2016 | —                        |               | „Egzotyka”         |
| „Luís Nazário de Lima”                                  | 2016 | —                        |               | „Egzotyka”         |
| „Madagaskar”                                            | 2016 | —                        |               | „Egzotyka”         |
| „Changa” (с iFani)                                      | 2017 | —                        |               | „Egzotyka”         |
| „C’est la Vie”                                          | 2017 | —                        |               | „Egzotyka”         |
| „Zorza”                                                 | 2017 | —                        |               | „Egzotyka”         |
| „Między słowami” (с Young Lungs)                        | 2017 | —                        |               | „Egzotyka”         |
| „Arabska noc” (с Solar, Wac Toja)                       | 2017 | —                        |               | „Egzotyka”         |
| „To nie jest hip-hop” (с KRS-One)                       | 2017 | —                        |               | „Egzotyka”         |
| „Hypebea” (с Сферой Эббастой)                           | 2017 | —                        |               | „Egzotyka”         |
| „Bumerang”                                              | 2017 | —                        |               | „Egzotyka”         |
| „Kawa i Xanax” (с PlanBe)                               | 2017 | —                        |               | „Egzotyka”         |
| „Odyseusz”                                              | 2017 | —                        |               | „Egzotyka”         |
| „Candy” (с Клаудией Шафранской)                         | 2017 | 44                       | - ZPAV: Алмаз | „Egzotyka”         |
| „Art-B” (с Тако Хемингуэем, в дуэте Taconafide)         | 2018 | —                        |               | Soma 0,5 mg        |
| „Tamagotchi” (с Тако Хемингуэем, в дуэте Taconafide)    | 2018 | 22                       |               | Soma 0,5 mg        |
| „Metallica 808” (с Тако Хемингуэем, в дуэте Taconafide) | 2018 | —                        |               | Soma 0,5 mg        |
| „Kryptowaluty” (с Тако Хемингуэем, в дуэте Taconafide)  | 2018 | —                        |               | Soma 0,5 mg        |
| „Romanticpsycho” (с Тако Хемингуэем)                    | 2020 | —                        |               | Romantic Psycho    |
| „Jesień” (с Натальей Шредер)                            | 2020 | —                        |               | Romantic Psycho    |
| „Przytobie”                                             | 2020 | —                        |               | Romantic Psycho    |
| „Szubienicapestydybroń”                                 | 2020 | 39                       |               | Romantic Psycho    |
| „Bubbletea” (с Дарьей Завяловой)                        | 2020 | 7                        |               | Romantic Psycho    |
| „Teen Kasia”                                            | 2020 | —                        |               | Синглы без альбома |
| „Matcha latte” (с Миком Дженкинсом)                     | 2020 | —                        |               | Синглы без альбома |
| „Refren trochę jak Lana Del Rey”                        | 2022 | —                        |               | Синглы без альбома |
| «—» обозначает название, которое не попало в чарты.     |      |                          |               |                    |

### Как приглашенный артист
| Заголовок                                           | Год  | Пиковые позиции в чартах | Сертификаты         | Альбом |
| Заголовок                                           | Год  | POL                      | Сертификаты         | Альбом |
| --------------------------------------------------- | ---- | ------------------------ | ------------------- | ------ |
| ReTo — ”Sorry Dolores” (с Quebonafide)              | 2018 | 37                       | - ZPAV: 2 × Платина | BOA    |
| «—» обозначает название, которое не попало в чарты. |      |                          |                     |        |